# Антон Волбрук
Анто́н Во́лбрук (англ. Anton Walbrook, справжні ім'я та прізвище — Адо́льф Анто́н Вільге́льм Во́льбрюк (нім. Adolf Anton Wilhelm Wohlbrück); 19 листопада 1896, Відень, Австро-Угорщина (нині Австрія) — 9 серпня 1967, Гаратсгаузен, Баварія, ФРН) — австрійський актор; з 1937 року жив і працював у Великій Британії. Спеціалізувався на ролях благородних іноземців.

## Біографія
Предки Волбрука були циркачами. Сценічній майстерності він навчався у Макса Рейнгардта. У кіно з 1922 року. У 1930-і роки уславився як завойовник жіночих сердець завдяки ролям у німецьких фільмах «Віктор і Вікторія» (1933) з Ренатою Мюллер і «Маскарад» (1934) з Ольгою Чеховою.
У 1936 році Антон Волбрук прийняв запрошення приїхати до Голлівуду для дознімання матеріалу до стрічки «Михайло Строгов», яку планувалося адаптувати для американської аудиторії. Бувши гомосексуалом, в Третій Рейх вирішив не повертатися. Його запрошували на ролі іноземців — принца Альберта у двох фільмах 1936 і 1937 років, чоловіка-злочинця в першій версії «Газового світла» (1939) та ін.
У 1940-і роки Волбрук стає постійним учасником кінопроєктів «Лучників» — Майкла Пауелла і Емерика Прессбургера. До числа його найкращих ролей належать німецький офіцер Тео в «Життя і смерті полковника Блімпа» (1943) і балетний імпресаріо Борис Лермонтов у «Червоних черевичках» (1948).
Перш ніж оголосити про завершення кінокар'єри в 1957 році, Антон Волбрук знявся в двох знаменитих стрічках Макса Офюльса — «Карусель» (1950) і «Лола Монтес» (1955).

## Особисте життя
Антон Волбрук був геєм. Він був дуже стриманим щодо свого особистого життя, що було зрозуміло для того часу. Гомосексуальність була кримінальним злочином і соціально засуджувалася як у Австрії та Німеччині (звідки він був змушений тікати через своє єврейське походження та, ймовірно, через переслідування гомосексуалів нацистами), так і пізніше у Великій Британії, де він прожив значну частину свого життя.

## Фільмографія
| Рік  |    | Українська назва                 | Оригінальна назва                   | Роль                                           |
| ---- | -- | -------------------------------- | ----------------------------------- | ---------------------------------------------- |
| 1915 | ф  | Маріонетки                       | Marionetten                         | інспектор манежу                               |
| 1931 | ф  | Сальто-мортале                   | Salto Mortale                       | Роббі                                          |
| 1932 | ф  | Гордість третьої роти            | Der Stolz der 3. Kompanie           | принц Віллібальд                               |
| 1932 | ф  | Троє з Стемпенстелле             | Drei von der Stempelstelle          | Макс Біндер, безробітний                       |
| 1932 | ф  | П'ять проклятих джентльменів     | Die fünf verfluchten Gentlemen      | Петерсен                                       |
| 1932 | ф  | Мелодія любові                   | Melodie der Liebe                   | капельмейтер                                   |
| 1932 | ф  | Крихітка                         | Baby                                | лорд Сесіль                                    |
| 1933 | ф  | Війна вальсів                    | Walzerkrieg                         | Йоганн Штраус                                  |
| 1933 | ф  | Віктор і Вікторія                | Viktor und Viktoria                 | Роберт                                         |
| 1934 | ф  | Жорж і Жоржетта                  | Georges et Georgette                | Роберт                                         |
| 1934 | ф  | Маскарад                         | Maskerade                           | Гайденк                                        |
| 1934 | ф  | Жінка, яка знає, чого вона хоче  | Eine Frau, die weiß, was sie will   | Аксель Бассе                                   |
| 1934 | ф  | Англійське весілля               | Die englische Heirat                | Ворвік Брент                                   |
| 1935 | ф  | Регіна                           | Regine                              | Френк Рейнольд, інженер                        |
| 1935 | ф  | Циганський барон                 | Zigeunerbaron                       | Sandor Barinkay                                |
| 1935 | ф  | Я був Джеком Мортімером          | Ich war Jack Mortimer               | Фердинанд «Фред» Спонер, будапештський таксист |
| 1935 | ф  | Празький студент                 | Der Student von Prag                | Болдвін                                        |
| 1936 | ф  | Кур'єр царя                      | Der Kurier des Zaren                | лейтенант Михайло Строгов                      |
| 1936 | ф  | Михайло Строгов                  | Michel Strogoff                     | Михайло Строгов                                |
| 1936 | ф  | Витівки                          | Allotria                            | Філіп                                          |
| 1936 | ф  | Порт Артур                       | Port Arthur                         | Борис Раневський                               |
| 1937 | ф  | Солдат і леді                    | The Soldier and the Lady            | Михайло Строгов                                |
| 1937 | ф  | Вікторія Велика                  | Victoria the Great                  | принц Альберт                                  |
| 1937 | ф  | Щур                              | The Rat                             | Жан Бушерон, «Щур»                             |
| 1938 | ф  | Шістдесят славетних років        | Sixty Glorious Years                | принц Альберт                                  |
| 1940 | ф  | Газове світло                    | Gaslight                            | Поль Маллен                                    |
| 1941 | ф  | Небезпечне місячне світло        | Dangerous Moonlight                 | Стефан «Стів» Радецький                        |
| 1941 | ф  | 49-а паралель                    | 49th Parallel                       | Петер                                          |
| 1943 | ф  | Життя і смерть полковника Блімпа | The Life and Death of Colonel Blimp | Тео Кретчмар-Шульдорф                          |
| 1945 | ф  | Чоловік з Марокко                | The Man from Morocco                | Карел Лангер                                   |
| 1948 | ф  | Червоні черевички                | The Red Shoes                       | Борис Лермонтов                                |
| 1949 | ф  | Пікова дама                      | The Queen of Spades                 | капітан Герман Суворін                         |
| 1950 | ф  | Карусель                         | La ronde                            | ведучий гри                                    |
| 1950 | ф  | Король на ніч                    | König für eine Nacht                | граф Лершенбах                                 |
| 1951 | ф  | Відень танцює                    | Wiener Walzer                       | Йоганн Штраус (батько)                         |
| 1953 | ф  | Справа Мауриціуса                | L'affaire Maurizius                 | Грегуар Варемм                                 |
| 1955 | ф  | О… Розалінда!!                   | Oh... Rosalinda!!                   | доктор Фальке                                  |
| 1955 | ф  | Лола Монтес                      | Lola Montès                         | Людвиг I (король Баварії)                      |
| 1957 | ф  | Свята Жанна                      | Saint Joan                          | Кошон, єпископ Бове                            |
| 1958 | ф  | Я звинувачую                     | I Accuse!                           | майор Естерхазі                                |
| 1960 | тф | Венера у світлі                  | Venus im Licht                      | герцог Альтаїр                                 |
| 1962 | тф | Лора                             | Laura                               | Вальдо Лідекер                                 |
| 1966 | ф  | Роберт і Елізабет                | Robert und Elisabeth                |                                                |

## Визнання
| Нагороди та номінації Антона Волбрука | Нагороди та номінації Антона Волбрука                                                            | Нагороди та номінації Антона Волбрука                                                            | Нагороди та номінації Антона Волбрука |
| Рік                                   | Категорія                                                                                        | Фільм                                                                                            | Результат                             |
| ------------------------------------- | ------------------------------------------------------------------------------------------------ | ------------------------------------------------------------------------------------------------ | ------------------------------------- |
| Національна рада кінокритиків США     |                                                                                                  |                                                                                                  |                                       |
| 1942                                  | Найкраща акторська гра                                                                           | 49-а паралель                                                                                    | Перемога                              |
| Німецька кінопремія                   |                                                                                                  |                                                                                                  |                                       |
| 1967                                  | Почесна нагорода (За видатний особистий внесок у німецький кінематограф протягом багатьох років) | Почесна нагорода (За видатний особистий внесок у німецький кінематограф протягом багатьох років) | Перемога                              |